# Tramonto (film 1989)
Tramonto (Sundown: The Vampire in Retreat) è un film del 1989 diretto da Anthony Hickox con David Carradine, Morgan Brittany, Bruce Campbell e Maxwell Caulfield. A metà strada tra horror e commedia con una ambientazione da western, è un film corale con una mezza dozzina di protagonisti incentrato sull’eterna lotta tra il Conte Dracula e la stirpe del cacciatore di vampiri Abraham Van Helsing. La pellicola è stata girata nello Utah e ha avuto grossi problemi di distribuzione a seguito del fallimento della nota casa di produzione Vestron Pictures, con il risultato di uscire al cinema solo in Giappone mentre in quasi tutti gli altri paesi del mondo è stata rilasciata direttamente per il mercato home video. In Italia, il film si è visto con grande ritardo a metà anni 90’, e solo in televisione su Italia 7.

## Trama
La famiglia Harrison (padre, madre e le due figliolette) si trasferisce a Purgatorio, un desertico paese degli Usa i cui abitanti si dimostrano piuttosto strani. Ben presto si accorgeranno che tutti i cittadini non sono altro che una comunità di vampiri divisa in due fazioni: i classici vampiri cacciatori di uomini e i vampiri rinnegati capeggiati da Mardulak, innocui e ormai abituati a nutrirsi soltanto di una pozione sostitutiva al sangue umano. Con l'arrivo degli Harrison e di Robert Van Helsing (pronipote di Abraham Van Helsing), la situazione precipiterà con l'inevitabile scontro tra i vampiri buoni e quelli cattivi.

## Distribuzione

### Data di uscita
- Festival di Cannes (Cannes Film Market): maggio 1989
- Palm Springs International Film Festival: 13 gennaio 1990
- Inghilterra: 1 settembre 1990 (Home Video)
- Francia: 21 agosto 1991 (Home Video)
- Germania: 16 ottobre 1991 (Home Video)
- Usa: 23 ottobre 1991 (Home Video)
- Giappone: 2 novembre 1991
- Islanda: 18 giugno 1992 (Home Video)
- Russia: 1 Gennaio 1996 (Home Video)
- In Italia è stato trasmesso solo in televisione dal 1996

### Titoli con cui è stato distribuito
- Sundown (Francia)
- Der Tod im Morgengrauen (Germania)
- Vampirosos (Portogallo)